# Senza rimpianto
Senza rimpianto (Without Regret) è un film del 1935 diretto da Harold Young.

## Trama
Una giovane donna, mentre si trova in Cina, sposa un giovane vagabondo per poter tornare in Inghilterra. Più tardi, credendo che il suo nuovo marito sia morto, si risposa con un uomo ricco ma l'ex fidanzata del suo nuovo marito, venendo a conoscenza che il suo primo marito è vivo, comincia a ricattarla.